# Auditoría Superior de la Ciudad de México
En julio de 2014, inició sus labores la Auditoría Superior de la Ciudad de México, es la Entidad de Fiscalización de la Ciudad de México.

## Misión
Revisar la Cuenta Pública en su calidad de órgano del H. Congreso de la CDMX, conforme a los principios de legalidad, imparcialidad y confiabilidad, para el debido ejercicio y probidad en la función pública.

## Visión
Ser el órgano técnico de fiscalización superior reconocido por su autonomía, capacidad técnica y de gestión, que contribuye a generar valor público para los habitantes de la Ciudad de México y los entes auditados.

## Atlas de Fiscalización
Tiene por objeto poner a disposición y consulta a la ciudadanía los informes de resultados de las auditorías practicadas por la Auditoría Superior de la Ciudad de México a los entes obligados de forma electrónica, a través de una herramienta tecnológica para sonsulta.
https://www.ascm.gob.mx/Atlas/Atlas.php

## Auditor Superior
El Congreso local designó a Edwin Meráz Ángeles, como titular de la Auditoría Superior de la Ciudad de México (ASCM), para un periodo de 7 años del 1º de mayo de 2021 al 30 de abril de 2028.